# Jared Polis
Jared Schutz Polis (Boulder, 12 maggio 1975) è un politico, imprenditore e filantropo statunitense, governatore del Colorado dal 2019 ed in precedenza membro della Camera dei Rappresentanti per lo stesso stato dal 2009 al 2019. Polis è membro del Partito Democratico e si configura come un democratico libertario, essendo inoltre uno dei primi rappresentanti e governatori LGBT eletti per la carica e poi rieletti per più di un mandato.

## Biografia
Polis si è laureato alla Princeton University ed è un membro del Congressional Progressive Caucus e della New Democrat Coalition. Egli è stato uno dei primi Membri del Congresso dichiaratamente omosessuali ed è stato il primo uomo dichiaratamente gay ad essere eletto all'interno del parlamento statunitense. È stato anche il primo gay dichiarato che sia divenuto membro (2009) del Board of Visitors dell'United States Air Force Academy. Il 6 novembre 2018 è stato eletto governatore del Colorado ed è entrato in carica l'8 gennaio 2019. In quanto uomo apertamente gay, Polis ha fatto la storia più volte attraverso il suo successo elettorale. Nel 2008, è diventato il primo uomo apertamente gay e la seconda persona apertamente LGBT (dopo Tammy Baldwin) eletti al Congresso come non-incumbent. Nel 2011, è diventato il primo genitore apertamente gay al Congresso. Nel 2018, è diventato il primo uomo apertamente gay e la seconda persona apertamente LGBT (dopo Kate Brown) eletti governatore di uno stato degli Stati Uniti. È anche il primo ebreo eletto governatore del Colorado. Nel 2021, è diventato il primo governatore in un matrimonio omosessuale. Nel 2022, è diventato il primo uomo apertamente gay e il primo governatore in un matrimonio omosessuale eletto per un secondo mandato.

## Posizioni politiche
Polis è stato descritto come un libertario. Si considera favorevole all'aborto. Nel 2022, la rivista Reason ha constatato che Polis fosse il Governatore più libertario negli Stati Uniti. È stato il primo membro del Congresso ad accettare donazioni in Bitcoin.

### Questioni sociali

#### Diritti civili
In qualità di membro del Congresso, Polis e gli allora rappresentanti Barney Frank e Tammy Baldwin hanno chiesto all'ambasciata degli Stati Uniti in Iraq e all'allora Segretario di Stato degli Stati Uniti Hillary Clinton di dare priorità alle indagini sulle accuse di stupro, tortura ed esecuzioni di iracheni LGBT, affermando: "Tali inquietanti violazioni dei diritti umani non dovrebbero essere ignorate e gli Stati Uniti non dovrebbero restare inerti mentre miliardi di dollari dei contribuenti vengono utilizzati per sostenere il loro governo".
Polis e altri 35 membri della Camera hanno anche chiesto al Dipartimento di Stato di affrontare la violenza contro la comunità LGBT dell'Honduras. 

#### Diritti LGBT
Al momento della sua partenza dal Congresso, Polis era uno dei sette membri apertamente gay del 113º Congresso e si unì al LGBT Equality Caucus. Spinse per l'abrogazione del Defense of Marriage Act e lodò la decisione dell'amministrazione Obama di non far più difendere il DOMA dal Dipartimento della giustizia, affermando: "La sezione 3 della legge è incostituzionale". In una dichiarazione, Polis disse: "Applaudo l'amministrazione per aver finalmente riconosciuto ciò che i miei colleghi e io abbiamo a lungo criticato, negare alle persone la possibilità di riconoscere ufficialmente la propria relazione e sentirsi accolte come partner solo perché sono LGBT è assurdo e la decisione di oggi lo conferma". Polis attribuì anche a Obama il merito di aver apertamente sostenuto il matrimonio gay, definendolo "una gradita notizia per le famiglie americane".
Il 14 aprile 2023, Polis ha firmato tre leggi sulla sanità che sanciscono l'accesso all'aborto e alle procedure e ai farmaci di affermazione di genere in Colorado. Le leggi garantiscono che le persone negli stati limitrofi e oltre possano recarsi in Colorado per abortire, iniziare a prendere bloccanti della pubertà o sottoporsi a un intervento chirurgico di affermazione di genere senza timore di essere perseguite.
Il 29 aprile 2024, Polis ha firmato una legge che chiede alle scuole pubbliche di usare i nomi preferiti degli studenti transgender.

### Cannabis
Polis sostiene la legalizzazione della cannabis, affermando nel 2011: "Così come la politica del proibizionismo ha fallito a livello nazionale con l'alcol, ora tocca agli stati e alle contee, penso che dovremmo fare lo stesso con la marijuana". La legislazione da lui introdotta include l'Ending Federal Marijuana Prohibition Act nel 2013, il Regulate Marijuana Like Alcohol Act nel 2015, e l'emendamento McClintock-Polis nel 2015 (per prevenire l'interferenza federale negli stati che hanno legalizzato l'uso medico o ricreativo; fallì 206-222).È stato anche uno dei primi co-sponsor del Marijuana Justice Act che è stato introdotto per la prima volta alla Camera nel 2018. Nel febbraio 2017, Polis ha lanciato il Congressional Cannabis Caucus insieme ai rappresentanti Don Young, Earl Blumenauer e Dana Rohrabacher. Nel 2021, ha graziato 1.351 cittadini del Colorado condannati per possesso di marijuana.

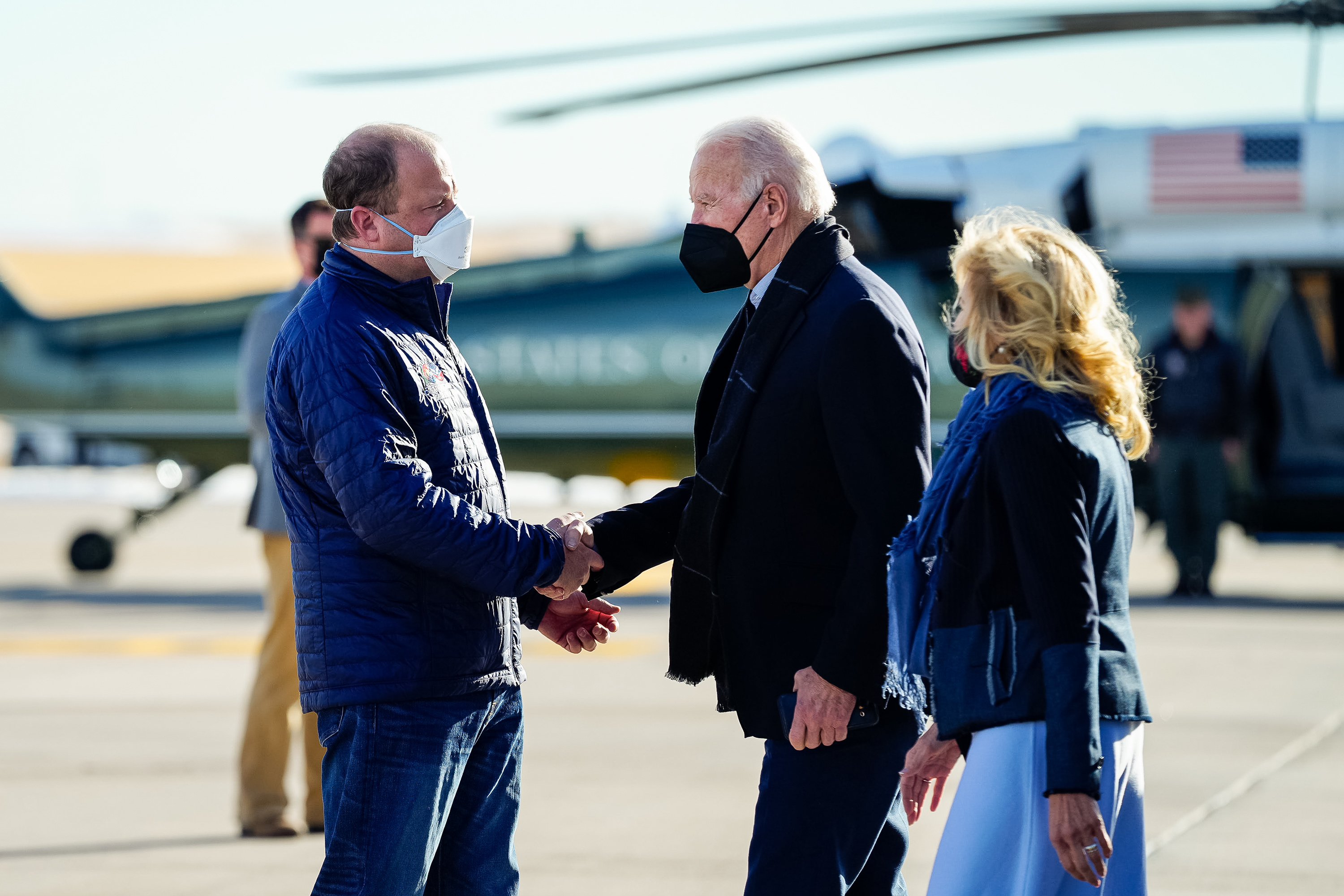
Polis con il Presidente Biden e Jill Biden nel 2022